# ガビー・ゲイター
ガビー・ゲイター（英: Gabby Gator）は、ウォルター・ランツが制作し、ユニバーサル・ピクチャーズが配給したいくつかのカートゥーンに登場した、ワニを擬人化したアニメキャラクターである。
ギャビーが住んでいるのは、オキーチョビー湖をもじったオキドキー沼で、ケープ・カナベラルの近くにある。この場所にはあまり食べ物がなく、ギャビーは獲物（たいていはウッディー・ウッドペッカー）を自分の家に引き寄せ、高度な技術を含む手元にあるあらゆるものを使って彼を捕獲しようとする。ギャビーは知的で狡猾だが、ウッディーにはいつも逃げられてしまい、たいていギャビーは家を破壊されてしまう。なお、肉食の爬虫類であるにもかかわらず、なぜかニンジンを大量に持っている。

## 外観
ギャビーは緑色のワニで、エピソードによって黄色または緑色の腹と鼻を持ち、赤または紫の帽子をかぶり、黄色のベストを着て、マズルから2本の牙を出している。ハンナ・バーベラ・プロダクションの「珍犬ハックル」に似た南部訛りで話す。

## 歴史
ギャビー・ゲイターが "アリ・ゲイター"として初めて登場したのは、1958年の短編『Everglade Raid』である。この短編では、ギャビーこと "アリ"がウッディーの昼食を作ろうとする。"アリ"は1959年の『Romp in a Swamp』にも登場する。ギャビーが正式な名前で登場したのは『Southern Fried Hospitality』で、最近あまり食べていなかった彼が、飢えをしのぐためにウッディーを捕まえた。
ギャビーは、ウッディーの敵であるウォーリー・ウォーラスやバズ・バザードのように有名にはならなかった。1963年の『Greedy Gabby Gator』が彼の最後の舞台となった。本作で最後の出演を果たし、その後はミスター・ミーニーがギャビーに代わって悪役として活躍した。
その後、『ニュー・ウッディー・ウッドペッカー・ショー』のエピソード『Corn Fed Up』に登場した。

## 登場作品
- Everglade Raid（英語版）（1958年8月11日）
- Romp in a Swamp（英語版）（1959年10月5日）
- Southern Fried Hospitality（1960年11月28日）
- Gabby's Diner（英語版）（1961年3月28日）
- Woody's Kook-Out（英語版）（1961年10月17日）
- Rock-a-Bye Gator（1962年）
- Rocket Racket（1962年4月24日）
- Voo-Doo Boo-Boo（1962年8月14日）
- Little Woody Riding Hood（1962年10月16日）
- Greedy Gabby Gator（1963年1月1日）